# Pennant (Saskatchewan)
Pennant es un pueblo canadiense situado en la provincia de Saskatchewan.

## Superficie
Pennant tiene una superficie de 0,65 km².

## Demografía
En 2021, tenía 120 habitantes, una densidad poblacional de 183,9 hab./km², y 65 viviendas.